# نوط التكاتف الوطني
نوط التكاتف الوطني في العراق وهو نوط يمنح للمواطن الذي يقدم خدمات جليلة أو مساعدات قيمة للقوات المسلحة أو قوى الأمن الداخلي أو اجهزة الأمن الوطني في مواجهة قوى الإرهاب والعمليات الارهابية والتصدي أو القبض على مرتكبي الجرائم الأخرى على ان يتم تقدير ذلك من قبل لجنة مختصة من الجهات المعنية.
يعلق نوط التكاتف الوطني على الجانب الايسر من الصدر ويلي وسام الوطن ووسام الشجاعة ويقدم على الانواط الأخرى. 

## الامتيازات
يمنح حامل نوط التكاتف الوطني الامتيازات  الاتية: 
1. وثيقة تأمين على الحياة مجاناً.
2. مكافأة مالية مقدارها (250000) مئتان وخمسون الف دينار.

## سحب النوط
يسترد الوسام أو النوط من الممنوح له بمرسوم جمهوري في الحالات الآتية: 
- إذا ارتكب جريمة مخلة بالشرف.
- إذا ارتكب جريمة تآمر أو تخاذل.
- إذا غادر العراق بدون موافقة رسمية.
- إذا غادر العراق بموافقة رسمية ولم يعد بعد انتهاء المدة المحددة لإقامته خارج العراق.
- إذا غادر العراق موفدا ولم يعد بعد انتهاء المدة المحددة للإيفاد دون عذر مشروع.

## وصلات خارجية
مجلس النواب العراقي